# Víctimas militares de la dictadura militar de Chile
Durante la dictadura militar que se instauró en Chile luego del Golpe de Estado que derrocó al presidente Salvador Allende e interrumpió el proceso democrático de la Unidad Popular, se produjeron sistemáticas violaciones de los Derechos Humanos. Estas acciones de persecución de opositores, represión política y terrorismo de Estado fueron llevadas a cabo por las Fuerzas Armadas y de Orden, agentes del Estado y por civiles al servicio de los organismos de seguridad de la época.
Entre los miles de víctimas de los derechos humanos en Chile, se encuentran varios diputados, senadores, ministros de estado, rectores de universidades, alcaldes, intendentes, funcionarios públicos, periodistas, profesores y académicos, sacerdotes, dirigentes sindicales, sociales y políticos, artistas, estudiantes, agricultores, dueñas de casa, profesionales, obreros, indígenas, etc.
Así mismo, las FF. AA. detuvieron, torturaron y asesinaron a miembros de sus filas por no plegarse al golpe, o bien como forma de forzar una situación política favorable, como el caso del General Alberto Bachelet y Carlos Prats.

## Contexto histórico

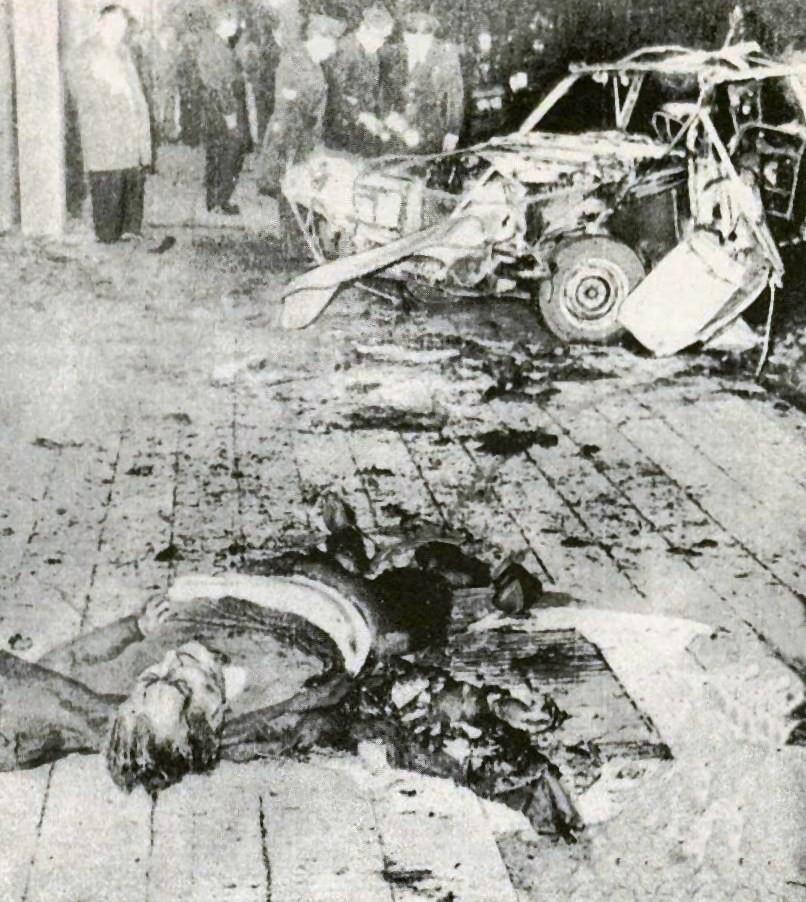
El cuerpo del general Prats destrozado por la explosión del coche bomba. Buenos Aires, 30 de septiembre de 1974.

El 11 de septiembre de 1973, debido a la conspiración por parte de oficiales del ejército, se produce un golpe militar al mando de los comandantes en jefe de las Fuerzas Armadas, el cual terminó con el gobierno del presidente Salvador Allende. Unidades blindadas y de infantería del ejército atacaron el Palacio de La Moneda (sede de gobierno) y aviones de la Fuerza Aérea lo bombardearon, tomando el control frente a la resistencia puesta por el Grupo de Amigos Personales (GAP), el equipo de escoltas del mandatario, quienes parapetados en el La Moneda se enfrentaron en un tiroteo con las tropas militares que intentaban tomarse el edificio, culminando con el bombardeo a la sede del Ejecutivo, el suicidio de Salvador Allende y la toma del poder a manos de las fuerzas golpistas.
Ministros de gobierno y colaboradores cercanos al Presidente fueron detenidos y llevados a centros de detención. Inmediatamente al Golpe de Estado se declaró el toque de queda en todo el territorio nacional a partir de las 15 horas del 11 de septiembre de 1973. El mismo día del golpe numerosos efectivos de las distintas ramas de las Fuerzas Armadas (generales, oficiales, cabos, soldados rasos y conscriptos), mostraron su respeto y lealtad al orden constitucional, negándose a participar del alzamiento militar, respetando así la voluntad popular expresada en las urnas. Muchos de ellos fueron dados de baja, otros tantos fueron tomados detenidos, de ellos la mayor parte de estos últimos fue torturada (muchas veces por sus propios subalternos) y un grupo menor de ellos fue asesinado o ejecutado por sus propios compañeros de armas. El Régimen también dio de baja, segregó y eliminó, por diversos motivos, a excolaboradores militares, que en su momento habían sido partidarios del Golpe de Estado.[cita requerida]
El 12 de septiembre, por medio del Bando Militar n.º 5 las Fuerzas Armadas y de Orden declararon unilateralmente el Estado de Guerra interna en Chile. Miles de personas fueron detenidas a lo largo de todo el país durante los primeros días de la dictadura, sin importar clase social, género, ocupación, estado civil o edad. Según datos de Amnistía Internacional y la Comisión de Derechos Humanos de las Naciones Unidas a diciembre de 1973, por motivos políticos, habían sido detenidas cerca de 250 000 personas, es decir, el 2,7 % de la población chilena. En junio de 1974 la Junta Militar creó la DINA, a cargo del teniente coronel de ingenieros Manuel Contreras.
Hasta el día de hoy se contabilizan 990 casos calificados de exfuncionarios de las Fuerzas Armadas, Carabineros, la Policía de Investigaciones y la Gendarmería de Chile,que fueron exonerados o dados de baja por razones políticas por la dictadura, de los cuales solo 345 han conseguido obtener una pensión.

## Víctimas pertenecientes al Ejército

Escudo del Ejército de Chile.

Entre las víctimas pertenecientes al Ejército se encuentran:
- General Carlos Prats, excomandante en Jefe del Ejército, asesinado por la DINA mediante un atentado terrorista en Buenos Aires en 1974.
- Capitán Osvaldo Federico Heyder Goycolea, asesinado en 1975 por la DINA.[3]
- Michel Selim Nash Sáez. Conscripto de 19 años asesinado el 29 de septiembre de 1973 en el Campamento de Prisioneros de Pisagua.[4]
- Luis Iván Lavanderos Lastate, Mayor (37 años), asesinado el 18 de octubre de 1973 en Santiago, presumiblemente por auxiliar a prisioneros del Estadio Nacional.[5]
- General Augusto Lutz, involucrado en violaciones de los derechos humanos. Fue presuntamente envenenado por la DINA en 1974.[6]
- General Óscar Bonilla, muerto en un accidente de helicóptero en 1975.[7]
- Manuel Nemesio Valdez, cabo segundo detenido y desaparecido desde la Escuela de Caballería de Quillota desde el 18 de noviembre de 1974[8]
- Renato Cantuarias, coronel ejecutado mientras se encontraba arrestado en la Escuela Militar; inicialmente la dictadura presentó el hecho como un suicidio.[9]

## Víctimas pertenecientes a la Armada

Escudo de la Armada de Chile.

La Armada fue una de las ramas de las Fuerzas Armadas que presentó mayor oposición al golpe de Estado de 1973. El mismo día del golpe, por orden del Almirante Merino, se detuvo al Comandante en Jefe de la Armada Almirante Raúl Montero, quien era conocido por sus posiciones constitucionalistas. El mismo día se dio de baja a Jorge Domínguez, subsecretario de Marina.
Meses después del Tanquetazo, algunos miembros de la Armada sostuvieron reuniones con el sanador Carlos Altamirano (PS) y con los dirigentes políticos Óscar Garretón (MAPU) y Miguel Enríquez (MIR) para denunciar un plan de golpe de Estado en el interior de esta rama del ejército y para hacerle llegar una carta a Salvador Allende denunciando aquel plan. Este grupo estaba compuesto únicamente por marineros, cabos, sargentos, suboficiales y personal civil de la Armada más no por oficiales. Producto de esta situación, la fiscalía militar dispuso la detención de entre 200 y 250 miembros de la Armada entre julio y agosto de 1973, bajo la premisa de una supuesta "infiltración subversiva" en esta rama de las Fuerzas Armadas. De este grupo, 83 fueron torturados en cuarteles y buques y condenados a penas de entre 2 a 5 años de presidio. Aunque tras cumplir su pena en prisión o tras ser beneficiados de la Ley de Amnistía dictada por Augusto Pinochet en 1978, la mayoría de ellos dejó Chile, dos de ellos, los ex-cabos Ernesto Zúñiga Vergara y Alberto Salazar Briceño, pasarían a conformar las filas del MIR durante la dictadura.
Entre las víctimas pertenecientes a la Armada se encuentran:
- Juan Calderón Villalón, Oficial de Marina. Asesinado el 29 de septiembre de 1973 en Pisagua.[4]
- Alberto Salazar Briceño, cabo de la Armada asesinado el 23 de junio de 1979 en Concepción.[19][20]
- Juan Cárdenas, sargento, torturado y exiliado.[10]
- Rodolfo Alfaro Repfening, Suboficial, torturado, dado de baja y exiliado.[21]
- Ricardo Tobar Toledo, cabo de la Armada, torturado, dado de baja y condenado a presidio[22]

## Víctimas pertenecientes a la Fuerza Aérea

Escudo de la Fuerza Aérea de Chile.

Inmediatamente después del golpe, el comandante en jefe de la FACH, Gustavo Leigh Guzmán, ordenó una «depuración» entre las filas de la institución, siendo implacables contra sus propios compañeros de armas. Alrededor de 700 uniformados y civiles (un 10 % de la dotación institucional), fueron detenidos y torturados.
Durante su cautiverio el general Alberto Bachelet murió a consecuencia de un infarto. Además fueron asesinados otros dos soldados y el Cabo Pedro Zunini Silva enloqueció a causa de los apremios ilegítimos. Entre las víctimas pertenecientes a la Fach se encuentran:

### El proceso Rol n.º 1-73: "Contra Bachelet y otros"
El proceso Rol n.º 1-73, conocido como "Contra Bachelet y otros" fue un consejo de guerra promovido por Gustavo Leigh al interior de la FACH entre septiembre de 1973 y abril de 1975. Las bases argumentativas del proceso se sustentaban en la siguiente afirmación:
un grupo formado por personal de la FACh, dirigentes de los ex Partidos Socialista, Comunista, Movimiento de Acción Popular Unitaria y por individuos pertenecientes al Movimiento de Izquierda Revolucionario, inició una labor de proselitismo y penetración marxista dentro de las filas de la Institución, ocultando sus verdaderos propósitos bajo el pretexto de defender al gobierno marxista de un presunto golpe de Estado en su contra. Esta acción formaba parte de un objetivo más amplio, [el] cual era efectuar idéntica penetración en las demás ramas de las Fuerzas Armadas y Carabineros, todo ello con el propósito real de destruir su actual estructura y de crear una Fuerza Armada Popular.
En este proceso, el general Orlando Gutiérrez fue seleccionado por Leigh para oficiar de fiscal de aviación, recoger pruebas pertinentes y detener a los inculpados. Gutiérrez participó activamente en las sesiones de torturas junto con el personal del Servicio de Inteligencia de la Fuerza Aérea (SIFA). La reunión de antecedentes finalizó cuando los 86 detenidos fueron torturados en la Academia de Guerra Aérea y en la Cárcel Pública de Santiago para obtener declaraciones. En el caso de Alberto Bachelet, general de brigada, las sesiones de tortura en la Cárcel Pública le causaron la muerte.
Algunos de los militares de la FACH que fueron víctimas de torturas, ejecuciones, encarcelamiento y/o exilio fueron los siguientes:
- Alberto Bachelet Martínez, general de brigada fallecido en la Cárcel Pública a causa de un infarto tras las torturas recibidas.[25][26][27]
- Jorge Silva Ortiz, director del Departamento de Contrainteligencia. Fue torturado, encarcelado y exiliado.[26]
- Raúl Vergara Meneses, capitán de bandada. Fue torturado, encarcelado y exiliado.[26][25][28]
- Carlos Ominami Daza, coronel. Fue torturado, encarcelado y exiliado.[29]
- Álvaro Yáñez, capitán de bandada[30]
- Ernesto Galaz Guzmán, comandante de grupo[30]
- Jaime Donoso Parra, oficial de mantenimiento de Aviones del Grupo de Aviación n.º 10[30]
- José Carrasco Oviedo, cabo 1°[30]
- Rafael Reyes Gajardo, cabo 2° ejecutado en el subterráneo de la Academia de Guerra Aérea.[31]

En marzo de 1974, 8 de estos oficiales escriben en una cartulina la "Proclama desde la Cárcel de los Oficiales Democráticos de la FACH", la cual fue guardada en un tubo de habanos, cubierta con una lámina de cobre y escondida en un agujero de la celda 12 de la Cárcel Pública de Santiago. Posteriormente, sellaron el agujero con yeso para esconderla. En 1993, según narra Jorge Silva Ortiz, logró recuperar el documento cuando comenzaron las labores de cierre del penal y lo hizo público el año 2006.La proclama fue donada al Museo de la Memoria y los Derechos Humanos y está escrita en los siguientes términos:
En esta celda estuvieron junto a otros en esta cárcel, víctimas de la persecución fascista, los siguientes oficiales de la FACH, apresados y torturados por la Fiscalía de Aviación. 
Delito: su espíritu revolucionario. 
Aunque su destino sea incierto, su vocación es clara: luchar dónde y como sea por el triunfo definitivo de la revolución socialista. Único camino hacia la paz, justicia y progreso; y carne del cristianismo.
¡Viva la clase obrera!
¡Viva su despertar!
¡Viva su triunfo final!

Santiago, marzo de 1974 
Firman
General Alberto Bachelet
General Jorge Poblete
Coronel Carlos Ominami
Coronel Rolando Miranda
Capitán Jorge Silva
Capitán Ernesto Galaz
Capitán Carlos Carbacho

Capitán Raúl Vergara

### Condenas
En 2014, se condenó a los coroneles en retiro de la FACH Ramón Cáceres Jorquera y Edgard Ceballos Johns como autores de las torturas contra el general Alberto Bachelet. El primero fue condenado a la pena de tres años y un día y el segundo a la pena de dos años y un día.

## Víctimas pertenecientes a Carabineros

Escudo de Carabineros de Chile.

Gracias a su participación en el Golpe de Estado, el General de Bienestar de la institución César Mendoza Durán, fue nombrado por Pinochet como General Director de Carabineros, el 12 de septiembre de 1973; luego de haber detenido y pasado a retiro a las primeras 7 antigüedades de Carabineros:
- José María Sepúlveda Galindo, director general;[36]
- Jorge Urrutia Quintano, Subdirector;
- Pedro Mayorga Martínez, Jefe del Departamento de Instrucción;
- Julio de la Fuente Duarte, Departamento de Orden y Seguridad;
- Fabián Parada Hormazábal, prefecto de Santiago;
- Orestes Salinas Nuñez, Secretario general de la Institución;
- Martín Cádiz Ávila, Jefe de la Primera Zona de Inspección.

Pero no solo ellos fueron perseguidos, un total de 150 carabineros fueron exonerados o dados de baja por la institución. Varios de ellos fueron detenidos y torturados, en distintas partes del país, entre los que se cuentan:
- Zenón García, Mayor detenido y torturado en la Academia de Guerra Aérea, luego se fue exiliado.[37]

## Víctimas pertenecientes a la Policía de Investigaciones

Emblema de la Policía de Investigaciones de Chile.

- Prefecto Juan Bustos, detenido en abril de 1974. Fue asesinado el 2 de mayo de 1974.
- Subprefecto Raúl Bacciarini, fusilado el 22 de septiembre de 1973, junto a 5 personas en San Antonio.

## Víctimas pertenecientes a Gendarmería

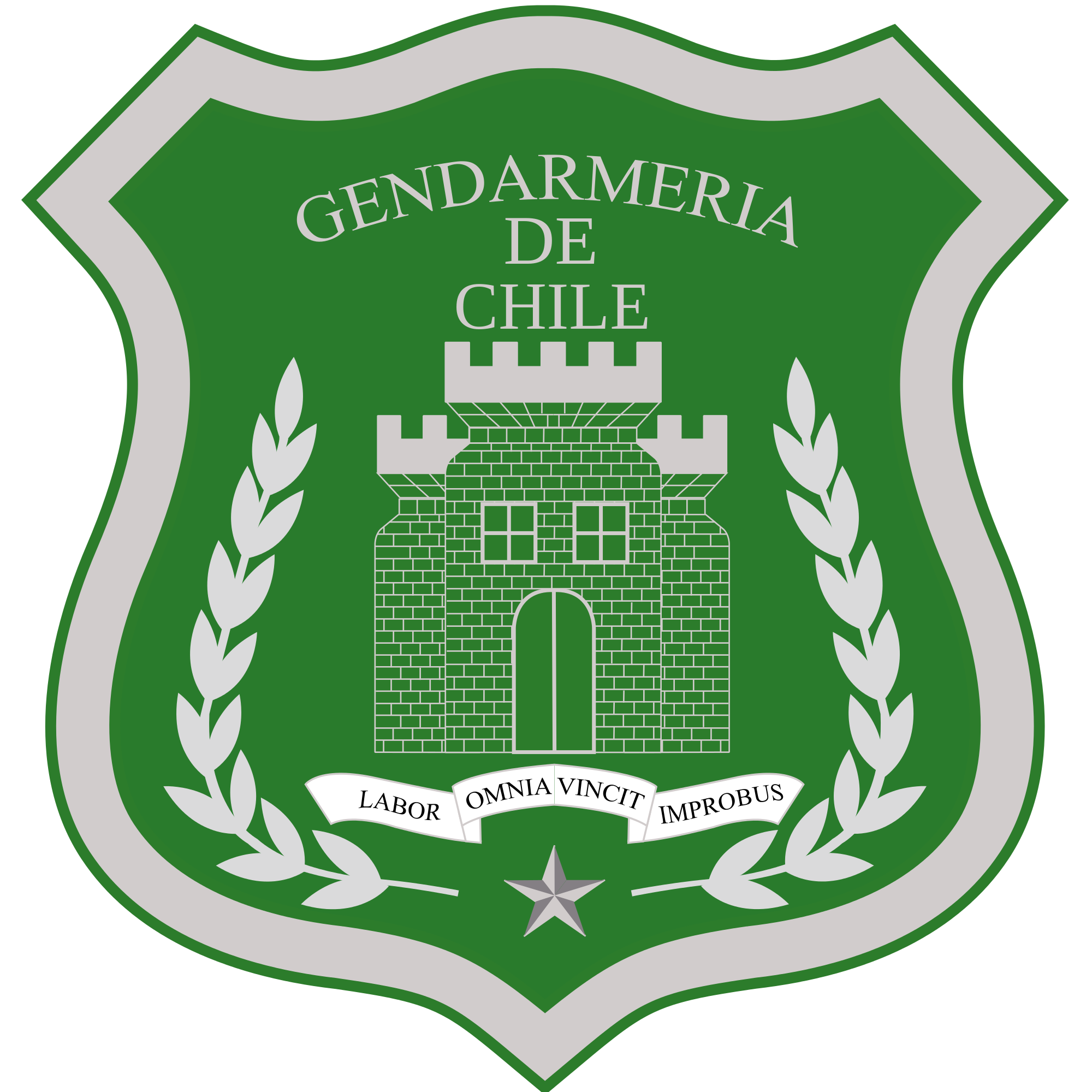
Escudo de Gendarmería de Chile.

- Director general del entonces Servicio de Prisiones Littré Quiroga Carvajal, asesinado el 15 de septiembre de 1973 en el Estadio Chile mientras permanecía en compañía del cantautor Víctor Jara, con quien pasó sus últimos momentos. Littre Quiroga el día del golpe de Estado se presentó preocupado por los funcionarios de la institución dejándolos en libertad de acción para que se dirijan a sus hogares, sin embargo él no corrió igual suerte, ya que fue detenido el 11 de septiembre de 1973 en el edificio de la dirección general de calle Rosas, 1264, para ser trasladado primero a la  3.ª comisaría de Santiago y luego al Regimiento Blindados N°2 del Ejército para ser finalmente recluido en el Estadio Chile, donde fue ejecutado, por lo que solo alcanzó a estar al mando como máxima autoridad penitenciaria desde 1970 hasta el 11 de septiembre de 1973.[38]

- Oficial administrativo penitenciario, Alberto Yáñez Carvajal, ejecutado en 1974 en el  campo de concentración de Pisagua.

- Cabo 1° Isaías Higuera Zúñiga asesinado el 17 de enero de 1974 en el campo de concentración de Pisagua por acción de reiteradas torturas físicas, las que fueron ocasionadas por dos miembros del Ejército llamados Miguel Chile Aguirre Álvarez y Blas Daniel Barraza Quinteros. Isaías Higuera Zúñiga era militante comunista, asunto que le ocasionó ser detenido sin autorización judicial alguna en el penal de Iquique donde el mencionado funcionario fue primero llevado al Regimiento de Telecomunicaciones de la misma ciudad para ser posteriormente en varios días más trasladado al campo de concentración de Pisagua en donde se le mantuvo constantemente solo en una única celda, acompañado de otros detenidos en celdas cercanas a la suya.

Existieron una serie de agresiones que le causaron al gendarme fracturas de las apófisis transversas de las vértebras lumbares y lesiones vitales de contacto, fracturas costales, compresión, contusión, atricción, es decir trauma contuso violento torácico-lumbar. La Jueza Olivares puntualizó como fecha de deceso de Isaías Higuera el día 17 de enero de 1974, a las 5:30 horas, ante lo cual el certificado de defunción emitido por un facultativo también detenido por personal del Ejército, precisa que falleció a los 39 años de edad en la cárcel de Pisagua añadiendo como causa de muerte un infarto cardiaco, aunque señalándose que la auténtica causa originaria era estrés emocional según consigna una actual resolución judicial.
Como castigo hacia el personal de Gendarmería de Chile de la cárcel de Pisagua, el cadáver del gendarme muerto fue primero enterrado en Pisagua, luego exhumado, limpiado y mojado con agua de mar, para luego ponerlo en un cajón que fue llevado desde Iquique a Pisagua siendo mantenido en dependencias de la cárcel local para ser exhibido como advertencia. Solo una funcionaria de Gendarmería pudo ver el rostro del gendarme muerto constatando una hinchazón extrema, ya que el resto del cuerpo estaba cubierto con papel y géneros, sin embargo los funcionarios del Ejército no permitieron en ningún momento que el cajón donde permanecía el cuerpo de la víctima fuese visto por nadie, ni siquiera por sus familiares, ante lo cual finalmente se transportó su cadáver al cementerio n.º 3 donde fue sepultado.
Además, un gran número de otros funcionarios de Gendarmería fueron exonerados por razones políticas o dados de baja por las más diversas causas, cuestión que sucedió de igual modo en otras ramas armadas o uniformadas.